# Збірна Кайманових Островів з футболу
Збі́рна Кайма́нових острові́в з футбо́лу — національна футбольна команда, що представляє Кайманові Острови на міжнародних футбольних змаганнях. Збірна управляється футбольною асоціацією Кайманових островів. Збірна є членом ФІФА та КОНКАКАФ. Збірна ніколи не брала участь у фінальних стадіях чемпіонату світу і Золотого кубка КОНКАКАФ.
Станом на 3 квітня 2025 посідає 191-e місце у рейтингу футбольних збірних світу.

## Чемпіонати світу
- 1930–1994 — не брала участь
- 1998–2022 — не пройшла кваліфікацію

## Золотий кубок КОНКАКАФ
- 1991–1996 — не пройшла кваліфікацію
- 1998 — відмовилася від участі
- 2000–2011 — не пройшла кваліфікацію
- 2013–2017 — відмовилася від участі
- 2019–2025 — не пройшла кваліфікацію